# Jennifer Anson
Jennifer Anson (* 5. März 1977 in New York City, Vereinigte Staaten) ist eine ehemalige palauische Judoka.

## Karriere
Jennifer Anson trat bei den Olympischen Sommerspielen 2012 in London im Halbmittelgewicht an. In ihrem ersten Kampf traf sie auf Tsedewsürengiin Mönchdsajaa aus der Mongolei. Doch bereits nach 46 Sekunden war dieser beendet, da sie der Mongolin durch einen Ippon unterlag. Laut eigener Aussage sei, als sie auf der Matte stand, in ihrem Kopf „alles ausgeschaltet gewesen“.